# قنبلة يدوية عصوية

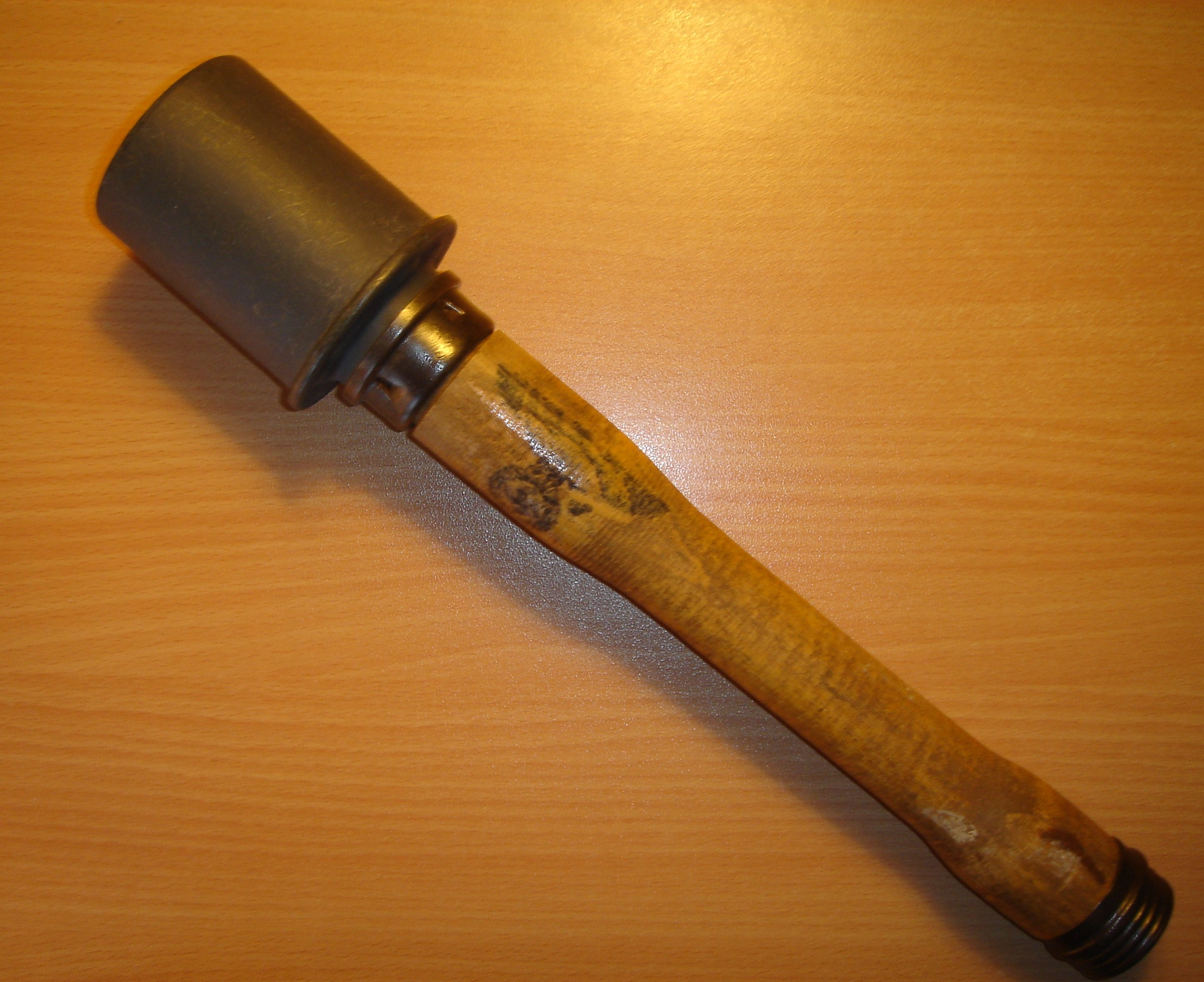
قنبلة يدوية عصوية ألمانية

جندي ألماني يقذف بقنبلة عصوية خلال الحرب العالمية الثانية

القنبلة اليدوية طراز (بالألمانية: Stielhandgranate)‏ كانت القنبلة اليدوية المستعملة في الجيش الألماني منذ نهاية الحرب العالمية الأولى إلى نهاية الحرب العالمية الثانية. وتُسمى بالقنبلة العصوية بسبب شكلها العصوي المميز وكان جنود الجيش البريطاني يطلقون عليها «هراسة البطاطس». وهي اليوم واحدة من أسهل أسلحة مشاة القرن العشرين تمييزاً.